# トカレフ (1994年の映画)
『トカレフ』は、阪本順治監督・脚本による1994年の日本のアクション映画。

## ストーリー
平和な日々を送っていた家庭を悲劇が襲う。一人息子が誘拐され殺害された。父親は息子を守れなかったことを悔やみ続け、家庭の歯車は狂いだし、妻に逃げられてしまう。一人取り残された父親は復讐の炎を燃やしながら、自分のすぐ隣にいた犯人を追い詰めていく。その手には拳銃「トカレフTT-33」があった。

## キャスト
- 西海道夫（誘拐事件被害家庭・父親）：大和武士
- 松村計（誘拐事件主犯）：佐藤浩市
- 西海あや子（道夫の妻）：西山由海
- 西海タカシ（誘拐事件被害者・道夫の息子）：類家大地
- 高橋刑事（誘拐事件捜査担当刑事）：國村隼
- 道夫の勤務する幼稚園園長：牧口元美
- 和田刑事：鈴木晋介
- 田中刑事：水上竜士
- 下山俊和：芹沢正和（誘拐事件共犯）
- 夏美：尹明蘭（誘拐事件共犯）
- 管理人：山本竜二
- ある母親：山田美雪
- 幼稚園の先生：貴本亜莉紗
- 松村の同僚：近藤芳正
- 看護婦：見方あゆ美
- 新聞社受付嬢：岬恵子
- 警官：清水冠助、宮坂ひろし
- 町役場の役人：手長猿拳
- ミチル：松田透
- ミチルの父親：菅原大吉
- ゴム収集職員：泉福之助、猿田修二
- アルバイター：吉原和伸
- バイク少年：高木正博
- 赤ん坊：高梨豪
- あるチンピラ：割戸詳
- 暴力団員：祭健太、藤井誠太郎、田中要次、行村智之
- 警察署長：矢留健二
- 刑事：城秀輝、藤恵聖武、角田栄二
- テレビの中に映る芸人：キャイ〜ン

## スタッフ
- 監督・脚本：阪本順治
- 音楽・音楽プロデュース：梅林茂
- 撮影：石井勲
- 音響効果：斎藤昌利
- 銃器：岩野和憲（戸井田工業）
- カースタント：スーパードライバーズ
- 現像：IMAGICA
- 仕上：にっかつスタジオセンター
- ロケ協力：東建ニューハイツ検見川、アリスワンダーガーデン、京成電鉄、千葉海浜交通　ほか
- 製作者：稲見宗孝、桑原寧、荒戸源次郎
- プロデューサー：椎井友紀子
- 企画：荒戸源次郎事務所
- 原案：徳田寛
- 製作：サントリー、バンダイビジュアル、荒戸源次郎事務所
- 配給：ヘラルド・エース

## 評価
上野昻志は、本作を1994年のベストワンに選んでいる。